# Springfield Lakes
Springfield Lakes är en del av en befolkad plats i Australien. Den ligger i kommunen Ipswich och delstaten Queensland, omkring 24 kilometer sydväst om delstatshuvudstaden Brisbane. Antalet invånare är 4 851.
Runt Springfield Lakes är det ganska glesbefolkat, med 27 invånare per kvadratkilometer.. Närmaste större samhälle är Logan City, omkring 18 kilometer öster om Springfield Lakes.
I omgivningarna runt Springfield Lakes växer huvudsakligen savannskog. Genomsnittlig årsnederbörd är 1 252 millimeter. Den regnigaste månaden är januari, med i genomsnitt 248 mm nederbörd, och den torraste är oktober, med 34 mm nederbörd.